# 村瀬憲夫
村瀬 憲夫（むらせ のりお、1946年10月22日 - ）は、日本の国文学者。近畿大学名誉教授。和歌山市在住。

## 来歴
愛知県・宝飯郡一宮町生まれ。1970年名古屋大学文学部国文科卒、1972年同大学院修士課程修了、名古屋大学文学部助手、1975年和歌山大学教育学部講師、助教授、1989年近畿大学文芸学部助教授、1994年教授、2012年名誉教授。
2000年「萬葉集の編纂 作者未詳歌巻の論」で名大文学博士。美夫君志会会長。2025年、瑞宝中綬章受章。

## 著書
- 『万葉の歌 人と風土 9　和歌山』保育社 1986
- 『万葉和歌の浦 若の浦に潮満ちて』求竜堂 1992
- 『紀伊万葉の研究』和泉書院 1995
- 『萬葉集編纂の研究 作者未詳歌巻の論』塙書房 2002
- 『万葉びとのまなざし 万葉歌に景観をよむ』塙書房 はなわ新書 美夫君志リブレ　2002

### 共編著
- 『和歌の浦 歴史と文学』藤本清二郎共編 和泉書院 1993
- 『万葉集編纂構想論』市瀬雅之,城﨑陽子共著 笠間書院 2014

## 論文
- Cinii